# Iglesia de Santa María (Dubái)
La Iglesia de Santa María es una iglesia fundada por el fallecido jeque Rashid bin Saeed Al Maktoum, vicepresidente y primer ministro de los Emiratos Árabes Unidos, en 1966 él donó un terreno para construir la iglesia. El reverendo Eusebio Daveri y su equipo fueron pioneros en este proyecto. El difunto jeque Rashid bin Saeed Al Maktoum inauguró la iglesia católica de Santa María, el 7 de abril de 1967. 
Actualmente, en este lugar hay una nueva iglesia que ha sido diseñada para dar cabida a más de 1700 feligreses en cada servicio, bajo la dirección del Rev. Mons. Paul Hinder, Rvdo. Daniel Cerofolini y su equipo. Esta iglesia fue inaugurada el 3 de noviembre de 1989.